# Cataulacus traegaordhi
Cataulacus traegaordhi é uma espécie de formiga do gênero Cataulacus, pertencente à subfamília Myrmicinae.